# دیوردی چانی
دیوردی چانی (مجاری: Csányi György; ۷ مارس ۱۹۲۲ – ۱۳ دسامبر ۱۹۷۸) دونده اهل مجارستان بود.